# Pierre Kemp
Pierre Kemp (Maastricht, 1 december 1886 – aldaar, 21 juli 1967) was een Nederlands dichter.

## Levensloop

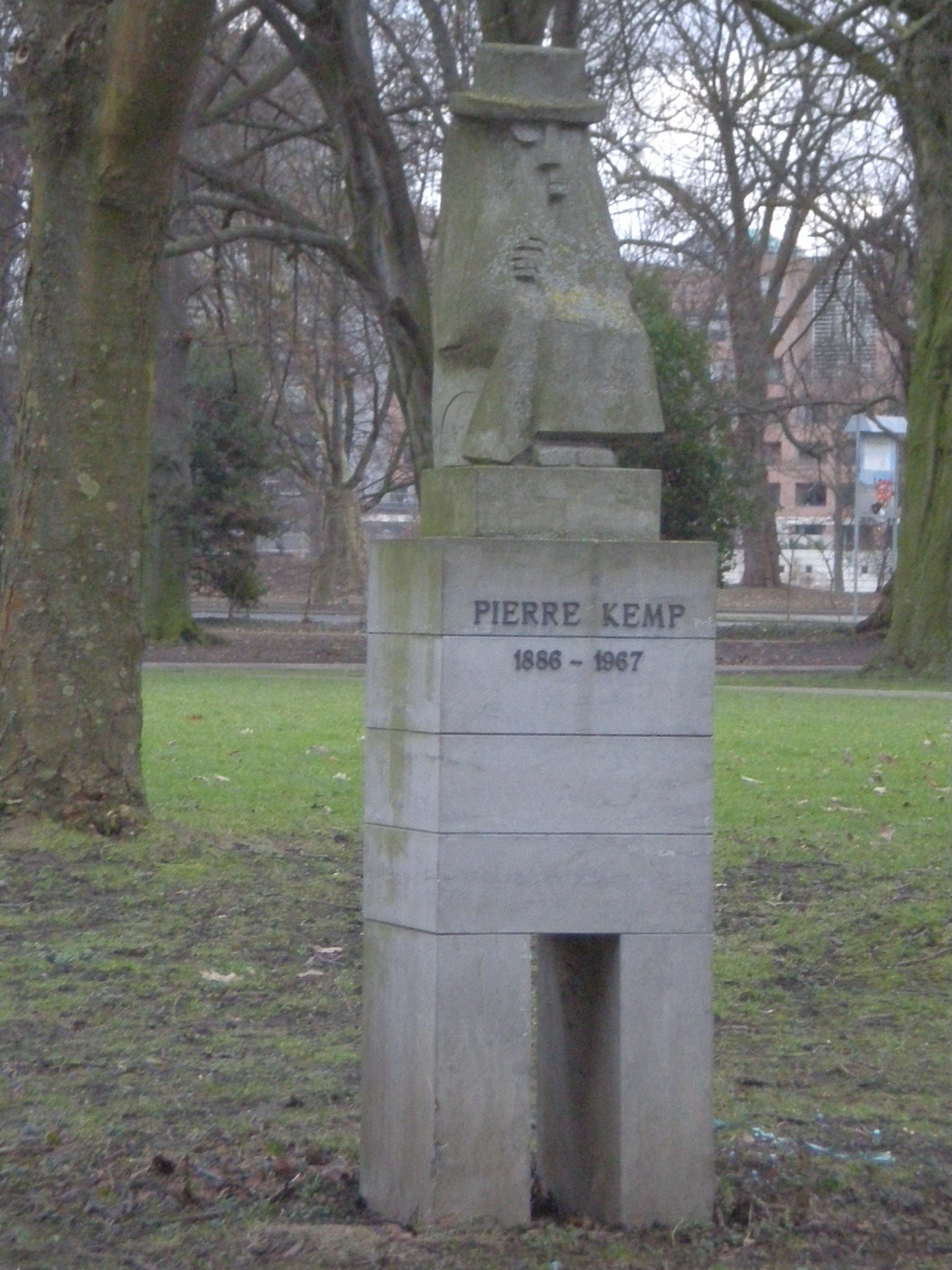
Beeldje van Pierre Kemp in het stadspark van Maastricht.

Na zijn lagere school was Kemp als plateelschilder werkzaam bij de Société Céramique en daarna tot aan zijn pensioen als loonadministrateur bij de steenkoolmijnen Laura en Vereeniging te Eygelshoven. Pierre Kemp debuteerde als dichter met een sonnet in De Limburger Koerier van 23 maart 1910. In 1914 verscheen, onder aanmoediging van de Jezuïetenpater J. van Well, zijn eerste dichtbundel. Tussen 1915 en 1916 werkte hij als leerling-journalist bij De Tijd in Amsterdam, maar door heimwee gedreven keerde hij al vrij snel terug naar Maastricht. In 1918 huwde Kemp Hubertina Catharine Mommers, met wie hij drie zonen kreeg.
Decennialang reisde Kemp met de trein heen en weer tussen Maastricht en Eygelshoven, op weg naar zijn werkplek bij de mijn Laura. Kemp, meestal onberispelijk gekleed in donker stemmig pak, schreef tijdens die korte treinreizen honderden korte gedichten. Vele daarvan kwamen terecht in uitgaven als Stabielen en passanten (1934), de bundel die 'Kemps tweede debuut' wordt genoemd, vanwege de lichtere toon en de speelse, bescheiden verzen, en de Engelse Verfdoos (1956).
Een bijzonder werk verscheen in 1960 toen hij samen met de kunstschilder Willem Hofhuizen Les Folies Maestrichtoises vervaardigde, een gedichtenbundel gebaseerd op de coupletten van François Couperin, Les Folies Françaises, ter ere van de 50e verjaardag van Fernand Lodewick, een bekend neerlandicus die in die tijd de Nederlandse lycea voorzag van leerboeken. Het was een uitgave door Willem Veltman in honderd exemplaren gedrukt, waarvan de eerste dertig werden "getooid" met een handtekening van beide kunstenaars en waar Willem Hofhuizen de gedrukte tekeningen nog eens handmatig inkleurde.
Pierre Kemp was naast dichter ook een verdienstelijk kunstschilder. In 1975 en in 2010 vonden exposities van zijn werk plaats in het Bonnefantenmuseum in Maastricht.
Zijn jongere broer, Mathias Kemp, was eveneens dichter en schrijver.
Aan Pierre Kemp, Eygelshoven en de mijn Laura wijdde de dichter-jurist Manuel Kneepkens 1993 het vers Marche funèbre: "Langs de lange, lange beroete spoorlijn | naar huis..." (in: Au pays du tendre Mosan noir).

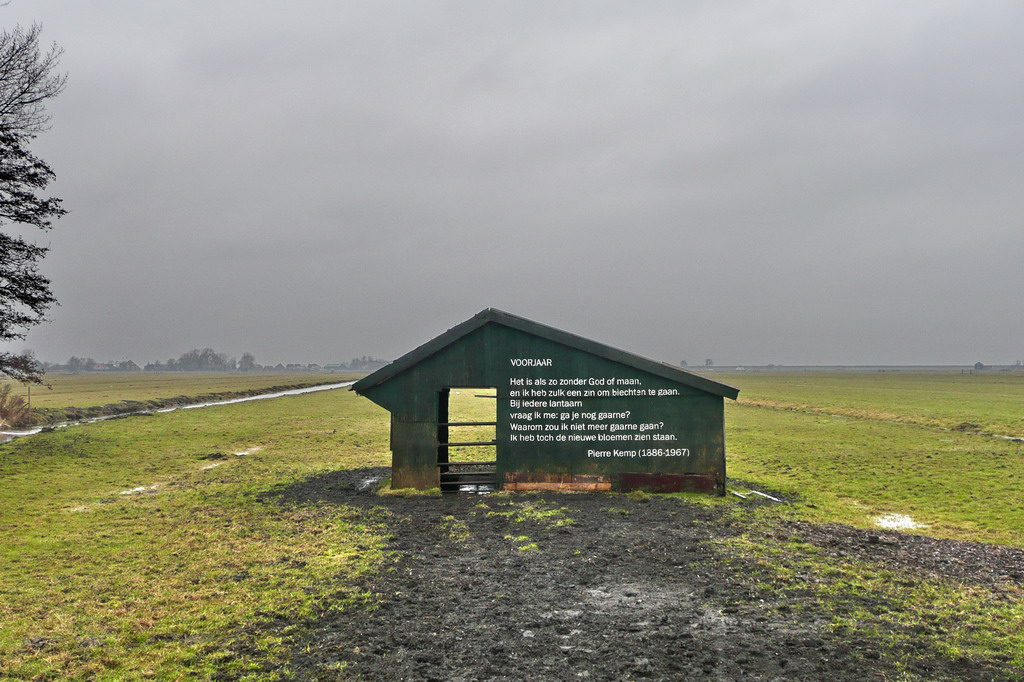
Gedicht Voorjaar van Kemp (op een schuur in Warder)
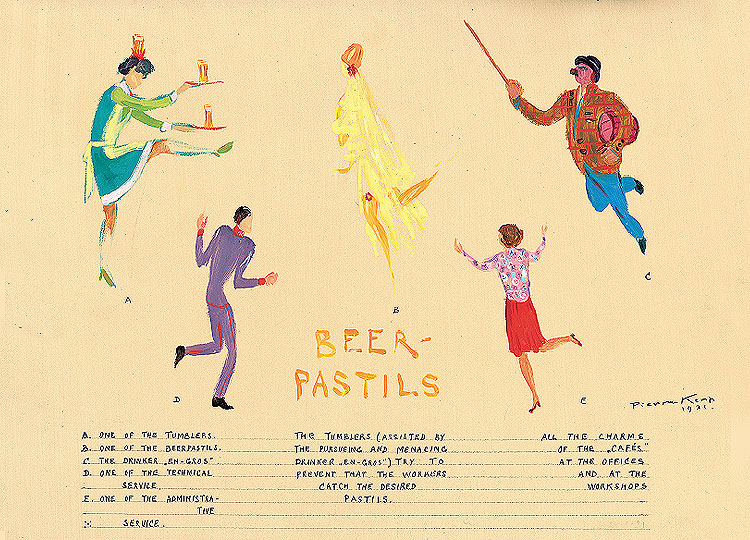
Tekening van Kemp (Beer-Pastils uit Revuetaferelen)

## Prijzen
- 1954 - Poëzieprijs van de gemeente Amsterdam voor zijn gedichten
- 1956 - Constantijn Huygensprijs voor zijn gehele oeuvre
- 1958 - P.C. Hooft-prijs voor zijn gehele oeuvre
- 1959 - Culturele prijs van Limburg voor zijn gehele oeuvre